# Conus morrisoni
Espèce
Conus morrisoni est une espèce de mollusques gastéropodes marins de la famille des Conidae.
Comme toutes les espèces du genre Conus, ces escargots sont prédateurs et venimeux. Ils sont capables de « piquer » les humains et doivent donc être manipulés avec précaution, voire pas du tout.

## Description
Description originale: "La coquille est petite (20-30 mm), oblongue-ovale, ayant une spire conique composée de 9 verticilles avec un protoconque à double verticille. La surface des verticilles inclinés est plate et finement incisée de fils transversaux ; l'avant-dernier verticille est concave et forme une épaule anguleuse distincte. Les côtés sont incurvés de façon convexe, et le corps du verticille est couvert de crêtes spiralées irrégulières et ondulées, souvent granuleuses. La couleur de fond est blanche, avec un protoconque rose foncé et les tout premiers verticilles postnucléaires. Le corps du verticille est entièrement couvert de taches nuageuses de vermillon et de blanc. On trouve également des spécimens de couleur brun-orange au lieu de rouge, avec une surface lisse. L'ouverture est blanche à rosâtre et modérément large, elle se distend légèrement vers l'extrémité antérieure.
Morphologie externe du mollusque : Un syphon qui est blanc avec des taches de brun-beige clair et ayant son bord entouré d'une bande étroite rose à orange ; le pied étant également blanc avec les mêmes taches brun-beige clair. Opercule petit et étroit.".

## Distribution
Locus typicus: "Ashmore Reef, Timor Sea, 
environ 610 kilomètres au nord de Broome, dans le nord-ouest de l'Australie".
Cette espèce est présente dans la mer de Timor, en Australie.

## Taxonomie

### Publication originale
L'espèce Conus morrisoni a été décrite pour la première fois en 1991 par la malacologiste italienne Gabriella Raybaudi Massilia dans « La Conchiglia ».

### Synonymes
- Conus (Pionoconus) morrisoni G. Raybaudi Massilia, 1991 · appellation alternative
- Pionoconus morrisoni (G. Raybaudi Massilia, 1991) · non accepté